# Fokker B.I
De Fokker B-I was een vliegboot die door Fokker in 1921 werd ontwikkeld en gebouwd.
Na de Eerste Wereldoorlog kwam er een verandering in de verdediging van Nederlands-Indië. Hiervoor was een nieuwe lange afstand vliegboot nodig. De M.L.D stelde als eisen dat het toestel was uitgevoerd als amfibie en een lichtmetalen romp had. In 1921 werd het eisenpakket bij Fokker ondergebracht en op 31 december 1921 werd een contract getekend voor het ontwerpen en bouwen van een prototype. Als het prototype aan de eisen voldeed zou er een order volgen voor 72 toestellen. Het toestel zou worden aangeduid als B-I.
Het toestel werd ontworpen door Rethel en bood plaats aan vier personen. Het werd gedeeltelijk in Veere gebouwd en in Amsterdam geassembleerd.
In september 1922 maakte Fokker persoonlijk de eerste vlucht. In 1923 werd het toestel overgedragen aan de M.L.D voor testvluchten vanaf vliegkamp De Mok. Het is in onderdelen in september 1923 naar Tandjong Priok verscheept en daar weer opgebouwd. Het kreeg hier de registratienummer F.B.1 en werd opnieuw getest. De conclusies van de M.L.D was dat de romp aan lekkage onderhevig was en dat het toestel niet kon loskomen met een maximum belading tijdens windstilte. De B-I werd nooit in serie besteld maar in plaats daarvan werd de Dornier Do J Wal besteld in 1926. Het toestel bleef nog enige jaren vliegen en belandde in 1926 uiteindelijk op de schroothoop. Naast de B.I is er in 1926 ook nog een verbeterde B.III versie gebouwd. Maar ook hier waren geen kopers voor. Het exemplaar werd vervolgens uitgerust met een passagierscabine en is uiteindelijk verkocht aan Harold Stirling Vanderbilt.

## Specificaties
- Type: Fokker B.III
- Voorloper: Fokker B.I
- Fabriek: Fokker
- Rol: Verkenningswatervliegtuig
- Bemanning: 4
- Lengte: 11,85 m
- Spanwijdte: 18,0 m
- Hoogte: 3,95 m
- Vleugeloppervlak: 59 m²
- Leeggewicht: 1870 kg
- Maximum gewicht: 3070 kg

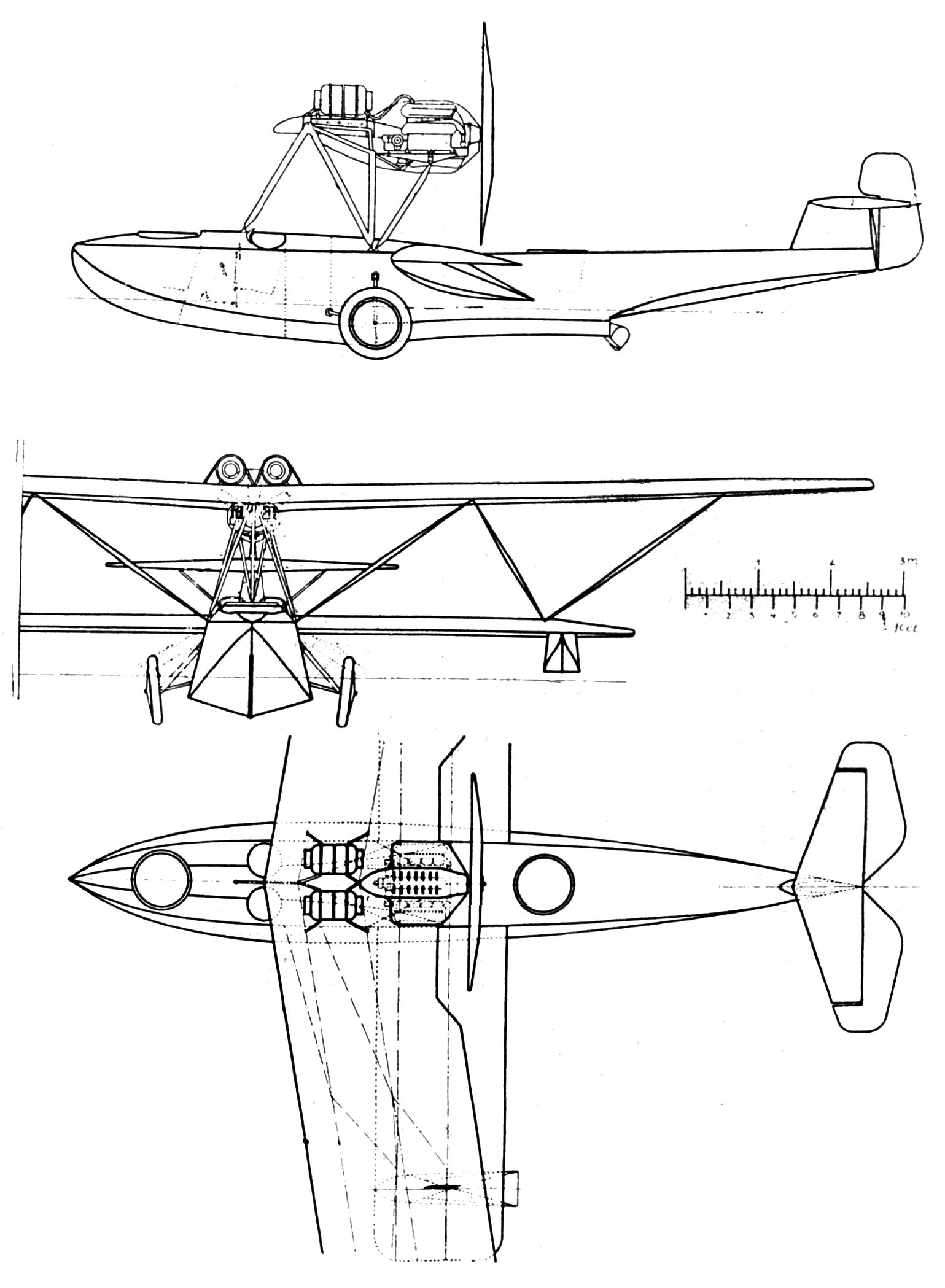
Fokker B.I

- Motor: 1 × Napier Lion, 336 kW (450 pk)
- Propeller: vierbladig
- Aantal gebouwd: 2 (B.I plus B.III )
- Eerste vlucht: 1922

Prestaties
- Maximumsnelheid: 180 km/u
- Plafond: 3700 m
- Klimsnelheid: 3,0 m/s

Bewapening
- Geschut: 2 × beweegbaar machinegeweer (1 voor en 1 achter)